# Sozopol
Sozopol (bolgarsko Созопол) je majhno mesto na južni črnomorski obali v Bolgariji. Leži na južni strani Burgaškega zaliva na več majhnih skalnatih polotokih. Je središče istoimenske občine, ki upravno spada pod oblast Burgas.
Sozopol je nastal iz grške kolonije Apolonije in je skupaj z Nesebrom eno najstarejših mest v Bolgariji. Od antike do 17. stoletja je bil Sozopol cvetoče trgovsko mesto. Slovel je kot vinogradniško in ribiško mesto in bil pomembno pristanišče za pretovarjanje žita iz Trakije. Po pozni antiki se je mesto razvilo v škofovski sedež, ki je v srednjem veku upravljal več samostanov v mestu in okolici. Od antičnih časov do prve četrtine 20. stoletja je bil Sozopol mesto s pretežno grškim prebivalstvom.
Zaradi svojih plaž in stavb kulturno-zgodovinskega pomena je Sozopol znana turistična destinacija. Staro mestno jedro s trdnjavskim obzidjem in drugimi zgradbami je razglašeno za muzej na prostem.

## Zgodovina

### Ime
Sozopol so grški naseljenci ustanovili pod imenom Antea, pozneje pa so ga preimenovali v Apolonijo v čast Apolonu, zavetniku izseljencev, ki so ga tod častili tudi kot zdravilca. Za razločevanje od drugih mest z istim imenom so ga pogosto imenovali Apolonija Pontika (»Črnomorska«) ali Magna (»Velika«). V času pokristjanjevanja v pozni antiki je mesto dobilo ime Sozopolis, »Mesto odrešitve«. Različni srednjeveški viri omenjajo mesto pod različnimi imeni, kot so Sixopoli, Sizopoli in Sinopolis. V osmanskem obdobju je bilo znano kot Sizebolu, v samostojni Bolgariji pa je dobilo današnjo obliko imena.

### Predzgodovina, antika in srednji vek
Sozopol je najstarejše grško mesto na zahodni črnomorski obali. Prvo naselje na njegovem območju datira v 4. ali 3. tisočletje pred našim štetjem in ga nekateri arheologi pripisujejo varnski kulturi. Podvodna izkopavanja blizu Sozopola so odkrila ostanke bivališč, posod in orodij iz bronaste dobe. Najdena kamnita sidra, datirana v 2. do 1. tisočletje pr. n. št., nakazujejo, da je tedaj na tem mestu že obstajalo pristanišče.
Leta 620 pr. n. št. so na mestu tračanske naselbine Grki iz Mileta ustanovili kolonijo, sprva imenovano Antea in pozneje preimenovano v Apolonija. Polis je postala pomembno trgovsko središče, ki je zagotavljalo dostop do trakijskih naravnih virov in služilo kot posrednik med atensko pomorsko zvezo, sredozemskimi polisi in trakijskimi plemenskimi zvezami. Od konca 6. stoletja pr. n. št. je kovala lastne kovance.  
V tekmi z bližnjo megarsko kolonijo Mesembrijo (današnji Nesebar) za nadzor nad trgovskimi potmi je Apolonija ustanovila lastno kolonijo Anhialos (danes Pomorie). Neodvisnost je ohranila tudi v času vojaških pohodov Filipa in Aleksandra Makedonskega. Slovela je po velikem Apolonovem svetišču z 12-metrskim bronastim kipom tega boga. Leta 72 pr. n. št. je rimski prokonzul Mark Lukul zavzel mesto, kip pa odpeljal v Rim, kjer so ga po prevladi krščanstva uničili. Pod rimsko vladavino je mesto zamrlo in prepustilo svoj vpliv Anhialu in Deultumu.
Po razdelitvi Rimskega imperija leta 395 je Sozopol postal del vzhodnorimskega cesarstva. Pod cesarjem Anastazija I. je bilo mesto utrjeno in postalo pomembna trdnjava na trgovski poti vzdolž zahodne črnomorske obale. Leta 812 ga je bolgarski vladar Krum prvič priključil Bolgarskemu carstvu, nato pa še večkrat prešel iz bolgarskih v bizantinske roke in nazaj. Leta 1366 ga je zavzel Amadej VI. Savojski in prodal Bizantincem.

### Osmanska vladavina
Z izjemo dveh kratkih obdobij osmanske oblasti (1396–1403 in 1411–1413) je Sozopol z okolico ostal bizantinski. Ti so ga verjetno zapustili v začetku leta 1453, nekaj mesecev pred padcem Konstantinopla, nakar je prišel pod nadzor osmanskega  rumelijskega beglerbega Karadže; to bi pojasnilo, kako se je mesto tedaj izognilo uničenju.
V 17. stoletju so mesto večkrat oplenili pirati, največkrat zaporoški kozaki iz današnje vzhodne Ukrajine. Ti so se leta 1623 zabarikadirali v enega od samostanov in vzeli menihe za talce. V odgovor so Turki leta 1629 razrušili večino mestnega obzidja, cerkva in samostanov. Po tem uničenju je Sozopol izgubil regionalno središčno vlogo.
V rusko-turški vojni 1828–1829 je Sozopol za kratek čas zavzela Rusija ob podpori bolgarskih in grških prebivalcev, vendar ga je po adrianopelski mirovni pogodbi vrnila osmanskemu imperiju. Z umikajočo se rusko vojsko je zbežal tudi del prebivalstva.
Iz 18. in 19. stoletja izvira najprepoznavnejša sozopolska arhitektura z lesenimi in kamnitimi stavbami.

### Samostojna Bolgarija
Sozopol je Rusija odvzela Osmanskemu cesarstvu 10. januarja 1878, nakar je postal del novoustanovljene province Vzhodne Rumelije do združitve Bolgarije leta 1885. V novi državi je mesto postalo ribiško središče in je dobilo ribiško šolo ter pomorsko akademijo. Začetek 20. stoletja se je v mesto priseljevalo vedno več beguncev iz grške in turške Trakije, nekdaj številčno grško prebivalstvo pa se je praktično v celoti izselilo. Protigrški pogrom leta 1906 Sozopola ni prizadel toliko, kot je na primer Anhial, a so se zaradi njega zaprle grške šole in druge ustanove.
V ljudski republiki Bolgariji je socialistična oblast tudi v Sozopolu izvedla množično kolektivizacijo, pri urbanističnem razvoju pa se je prilagajala podobi mesta in se izogibala gradnji v sodobnem socialističnem slogu. Država je spodbudila razvoj Sozopola v priljubljeno turistično destinacijo vzhodnega bloka. Leta 1974 je bil stari Sozopol proglašen za arhitekturni in arheološki rezervat. Današnje gospodarstvo mesta poleg ribištva in ribje industrije temelji predvsem na turizmu, ki v Sozopolu ni tako množičen kot marsikje severneje ob črnomorski obali.